# Луций Ветурий Филон (консул 206 года до н. э.)
Лу́ций Вету́рий Филон (лат. Lucius Veturius Phylō; III век до н. э.) — римский военачальник и политический деятель из патрицианского рода Ветуриев, консул 206 года до н. э. Участвовал во Второй Пунической войне.

## Биография
Луций Ветурий принадлежал к одному из знатнейших родов Рима, представители которого упоминаются в источниках уже в связи с установлением Республики. Отцом Луция был консул 220 года до н. э. того же имени. Дед носил тот же преномен, но отдельно в источниках не упоминается.
Карьера Луция Ветурия проходила в условиях Второй Пунической войны. В 213 году до н. э. он воевал в качестве легата под командованием Аппия Клавдия Пульхра, в 210 году до н. э. стал курульным эдилом, а в 209 году — претором, получив в своё ведение дела иностранцев и Цизальпийскую Галлию. В дальнейшем полномочия Филона в Галлии были продлены на следующий год.
В 207 году до н. э. Филон снова был легатом и воевал под командованием Марка Ливия Салинатора против Гасдрубала Баркида, который пытался прорваться из Испании в Италию на соединение со своим братом Ганнибалом. В битве при Метавре Луций Ветурий проявил храбрость, а потому после победы консулы направили его в Рим, чтобы известить о случившемся сенат и народ. В том же году благодаря поддержке бывших командиров Филон одержал победу на консульских выборах вместе со своим сослуживцем, плебеем Квинтом Цецилием Метеллом.
Провинцией для обоих консулов стал Бруттий. Ганнибал в этом году ничего не предпринимал. По истечении срока полномочий Филон и Метелл бросили жребий о том, кто будет продолжать войну в Бруттии, и выпал жребий Метелла.
В конце 205 года до н. э. бывшие коллеги по консульству были диктатором (Метелл) и начальником конницы (Филон), назначенными для проведения выборов. В дальнейшем Луций Ветурий принял участие в африканской кампании Публия Корнелия Сципиона (снова в качестве легата). Какие-либо подробности неизвестны. После битвы при Заме он вместе с карфагенскими послами прибыл в Рим и рассказал сенату об окончательной победе.
О дальнейшей судьбе Луция Ветурия ничего не известно.